# Autogram
Autogram (grčki αὐτός, autós, "vlastit" i γράφω, gráphō, "pisati") je vlastoručno pismo, rukopis, pa i sam potpis.
Rukopisi znamenitih ličnosti imaju kulturnu i povijesnu, pa čak i novčanu vrijednost. Zato ljudi već nekoliko stoljeća sakupljaju takve autograme. Ima i posebnih prodavaonica i dražbi na kojima se autogrami kupuju i prodaju. Izmjenjivanjem autograma (duplikata) uspostavljaju se prijateljske veze među ljudima iz raznih zemalja.
U posljednje vrijeme sakupljanje autograma osobito se razvilo. Sakupljači se ne ograničavaju samo na rukopise i potpise znamenitih ličnosti. Sakupljaju i potpise svojih znanaca, rodbine i drugova. Takva zbirka može postati vrijedan spomenar, koji će nas sjećati na razne događaje i susrete.
Autograme značajnih ljudi možemo dobiti od njih izravno ili u pismu, možemo ih kupiti, a mogu nam u tome pomoći i naši znanci. Uz takve autograme u albumu označimo najvažnije podatke o osobi čiji autogram posjedujemo. 
Autogrami se mogu sabirati u običnim bilježnicama, u spomenarima i albumima, na kartonima ili omotnicama. Naročito vrijedni autogrami pokriju se celofanom da se bolje očuvaju.
Neka velika industrijska poduzeća, banke, sudovi, policija i drugi imaju također zbirke različitih potpisa. Te zbirke imaju drugu svrhu. Pomoću njih provjerava se je li potpis na nekom dokumentu, čeku itd. originalan ili krivotvoren (falficiran). Iako se čovjek ne potpisuje uvijek na potpuno isti način, grafolozi – stručnjaci koji se bave proučavanjem raznih rukopisa – mogu pouzdano odrediti ispravnost svakog potpisa.